# Hanna Vasylenko
Hanna Vasylenko –en ucraniano, Ганна Василенко– (21 de febrero de 1986) es una deportista ucraniana que compite en lucha libre. Ganó dos medallas en el Campeonato Mundial de Lucha, oro en 2011 y bronce en 2009, y 5 medallas en el Campeonato Europeo de Lucha entre los años 2007 y 2016.

## Palmarés internacional
| Campeonato Mundial | Campeonato Mundial  | Campeonato Mundial | Campeonato Mundial |
| Año                | Lugar               | Medalla            | Categoría          |
| ------------------ | ------------------- | ------------------ | ------------------ |
| 2009               | Herning (Dinamarca) | Medalla de bronce  | 59 kg              |
| 2011               | Estambul (Turquía)  | Medalla de oro     | 59 kg              |
| Campeonato Europeo |                     |                    |                    |
| Año                | Lugar               | Medalla            | Categoría          |
| 2007               | Sofía (Bulgaria)    | Medalla de bronce  | 67 kg              |
| 2011               | Dortmund (Alemania) | Medalla de bronce  | 59 kg              |
| 2012               | Belgrado (Serbia)   | Medalla de oro     | 59 kg              |
| 2013               | Tiflis (Georgia)    | Medalla de bronce  | 63 kg              |
| 2016               | Riga (Letonia)      | Medalla de bronce  | 58 kg              |